# Autobiografikcja
Autobiografikcja – gatunek literacki, który łączy autobiografię z fikcją; fabularyzuje doświadczenia autobiograficzne, często zmieniając je, przypisując je postaciom fikcyjnym lub zmieniając je w inne doświadczenia. Koncepcja autobiografikcji została wynaleziona przez Stephena Reynoldsa w 1906 r., a następnie zbadana i opisana dogłębnie przez Maxa Saundersa w 2010 r.

## Definicja Reynoldsa
Według Reynoldsa autobiografikcja to połączenie autobiografii, fikcji i eseju. Aby dzieło można było uznać za autobiografikcję, musi ono być „zapisem prawdziwych doświadczeń duchowych opartych na wiarygodnej, ale mniej lub bardziej fikcyjnej narracji autobiograficznej”. Rozumienie przez Reynoldsa doświadczenia duchowego jest podobne do „epifanii” Jamesa Joyce'a i „chwil bycia” Virginii Woolf, ponieważ zdarzenie wyzwalające nie musi być niezwykłe ani rzadkie, ale musi bardzo wpłynąć na osobę i dotknąć jej duszy. Reynolds powiedział również, że autobiografikcja powstaje, gdy ani formalna autobiografia, ani fikcja, ani esej nie mogą być użyte do przekazania uczuć i emocji autora w sposób zgodny z prawdą i satysfakcjonujący oraz że często jest publikowana anonimowo lub przynajmniej „z pewnym stopniem anonimowości”. Według Maxa Saundersa kryteria te były ważne dla Reynoldsa jako zamkniętego w szafie geja, który pisał swój esej jedenaście lat po procesie Oscara Wilde'a. Wilde i inni nieheteronormatywni pisarze tamtych czasów używali technik autobiograficznych, aby pisać o queerowej intymności, jednocześnie ukrywając ją przed cenzurą i czyniąc ją zrozumiałą dla tych, którzy wiedzieli, czego szukać. Reynolds napisał, że autobiografikcja powinna być inspirująca dla innych ludzi i pomagać im, pokazując czytelnikom, że mogą podążać za przykładami autora, pokonującego problemy i trudności. Według Reynoldsa ta właściwość nadaje dziełom autobiografikcyjnym wpływ, który jest "większy w życiu niż w literaturze". 

## Definicja Saundersa
Max Saunders definiuje autobiografię jako gatunek fikcji autobiograficznej, który został opracowany w latach 70. XIX i 30. XX wieku i był często używany przez modernistycznych pisarzy. Według Saundersa powszechnie używany termin fikcja autobiograficzna nie wystarcza do opisania szczególnego związku między modernizmem a autobiografikcją. 
Twierdzenie Reynoldsa, że ponieważ autobiografikcja polega na „łączeniu, rozmywaniu lub przemieszczaniu się między formami autobiografii, opowieści, pamiętnika, przedmowy itd.”, jest to miejsce spotkania, z tym że cała fikcja jest autobiograficzna i że cała autobiografia jest fikcyjna, a zatem zarówno „treści autobiograficzne...przeniesione na fabularyzowaną formę narracyjną” modernistyczne dzieła, które wykorzystują formę autobiograficzną i ich połączenia można zakwalifikować jako autobiografikcję. Według Reynoldsa kolejną ważną cechą autobiografikcji jest to, że jaźń autora jest „jaźnią stworzoną przez odgrywanie ról, ponieważ autorzy świadomie i celowo zmieniają się w kształty innych podmiotowości, ujawniając w ten sposób performans osiągnięcia dowolnej podmiotowości”. Saunders odrzuca pomysł Reynoldsa, że wszystkie dzieła autobiografikcyjne powinny pomóc czytelnikom i dać im nadzieję, tym bardziej, że kryterium to było zakorzenione w tendencjach przełomu wieków w Anglii. Saunders nie zgadza się także na włączenie gatunku eseju do autobiografikcji; autobiografikcję „czyta się jak esej”, ponieważ dotyczy tylko niewielkiej części życia autora, a nie całości. 

## Queerowa autobiografikcja
Saunders w swoim tekście wykazuje związek między tą formą a queerem: 

[Moje rozważania] ustalają również, w jaki sposób maskarady auto/biografikcyjne obejmują maskarady związane z płcią, dzięki czemu jest to tryb atrakcyjny dla pisarzy, którzy chcą queerować swój wizerunek. Autobiografikcja i homoerotyzm wydają się zbieżne (z oczywistych powodów, kiedy napisanie szczerej seksualnie autobiografii może zesłać autora do więzienia).

 W swojej pracy z 2007 roku The Formation of 20th Century Queer Autobiography Georgia Johnston pisze o szczególnym typie „modernistycznej autobiografii jako krytyki dominujących dyskursów seksualnych” i jej „manipulacji gatunkiem autobiograficznym”, który jest podobny do Saundersowskiej koncepcji „grania w gry z autobiografią”. Johnson analizuje dzienniki, listy i formalne autobiografie queerowych modernistycznych pisarzy, ale odwołuje się także do fikcyjnych dzieł. Johnson mówi, że „queerowa autobiografia” jako podgatunek autobiografii może być również zastosowany do queerowej autobiografikcji jako podgatunku autobiografikcji kilka czynników przeanalizowanych przez Johnson, które wpływają na autobiografie, wpłynęłoby również na inne gatunki autobiograficzne, w tym na autobiografikcję. 